# Chuck Berry
Chuck Berry, właśc. Charles Edward Anderson Berry (ur. 18 października 1926 w Saint Louis, zm. 18 marca 2017 w St. Charles) – amerykański piosenkarz, autor tekstów piosenek i muzyk, który wykonywał szeroko pojęty rock, R&B oraz rock and roll.

## Życiorys
Charles Berry urodził się 18 października 1926 w Saint Louis w rodzinie cieśli. W dorosłe życie wkroczył z po odbyciu trzyletniego wyroku za kradzież, później pracował w fabryce samochodów General Motors, oraz zdobył zawód fryzjera. Zanim został „odkryty” przez znanego producenta Leonarda Chessa, właściciela Chess Records, był mało znanym muzykiem, tworzącym muzykę czarnych wywodzącą się z bluesa, a graną w lokalnych klubach w St. Louis. Pierwsza piosenka nagrana dla Chess w 1955, „Maybellene”, stała się z miejsca wielkim przebojem, czyniąc Chucka jednym z najpopularniejszych piosenkarzy rockandrollowych. Chuck Berry był wielkim rewolucjonistą w ramach wykonywanego gatunku, definiując jego brzmienie na całe lata naprzód. Za jego sprawą typowy stał się agresywny rytm, dominująca rola gitary elektrycznej oraz charakterystyczny swobodny sposób zachowania na scenie (stworzył m.in. tzw. Duck Walk). W szczególności dźwięk gitary wyróżniał Berry’ego spośród mu współczesnych. Był też prekursorem rozpoczynania piosenek przez intro składającego się z krótkiego riffu granego solo na gitarze elektrycznej.
Najbardziej znane grupy brytyjskie z The Beatles i The Rolling Stones na czele, wzorowały na nim swe brzmienie i sceniczny image w początkowym okresie działalności. Wzorował się też na nim Jimi Hendrix, wykonywał także czasem podczas koncertów jedną z jego najbardziej znanych kompozycji „Johnny B. Goode”.
Do największych przebojów Chucka Berry’ego, a zarazem najlepiej znanych standardów rockowych należą: „Roll Over Beethoven”, „Thirty Days”, „Too Much Monkey Business”, „Brown Eyed Handsome Man”, „You Can’t Catch Me”, „School Day”, „Carol”, „Back in the U.S.A.”, „Little Queenie”, „Memphis Tennessee”, „Johnny B. Goode”, „Rock and Roll Music”, i „You Never Can Tell” – wykorzystany w kultowej scenie filmu Quentina Tarantino Pulp Fiction.
Utwór „Johnny B. Goode” poleciał w przestrzeń kosmiczną na Złotych Dyskach programu Voyager z 1977 roku.
W 1986 Chuck Berry, jako pierwszy muzyk, został wprowadzony do Rock and Roll Hall of Fame, a w 1989 do St. Louis Walk of Fame.
26 lutego 2012 roku odebrał nagrodę PEN Klubu Nowej Anglii – „Song Lyrics of Literary Excellence”.

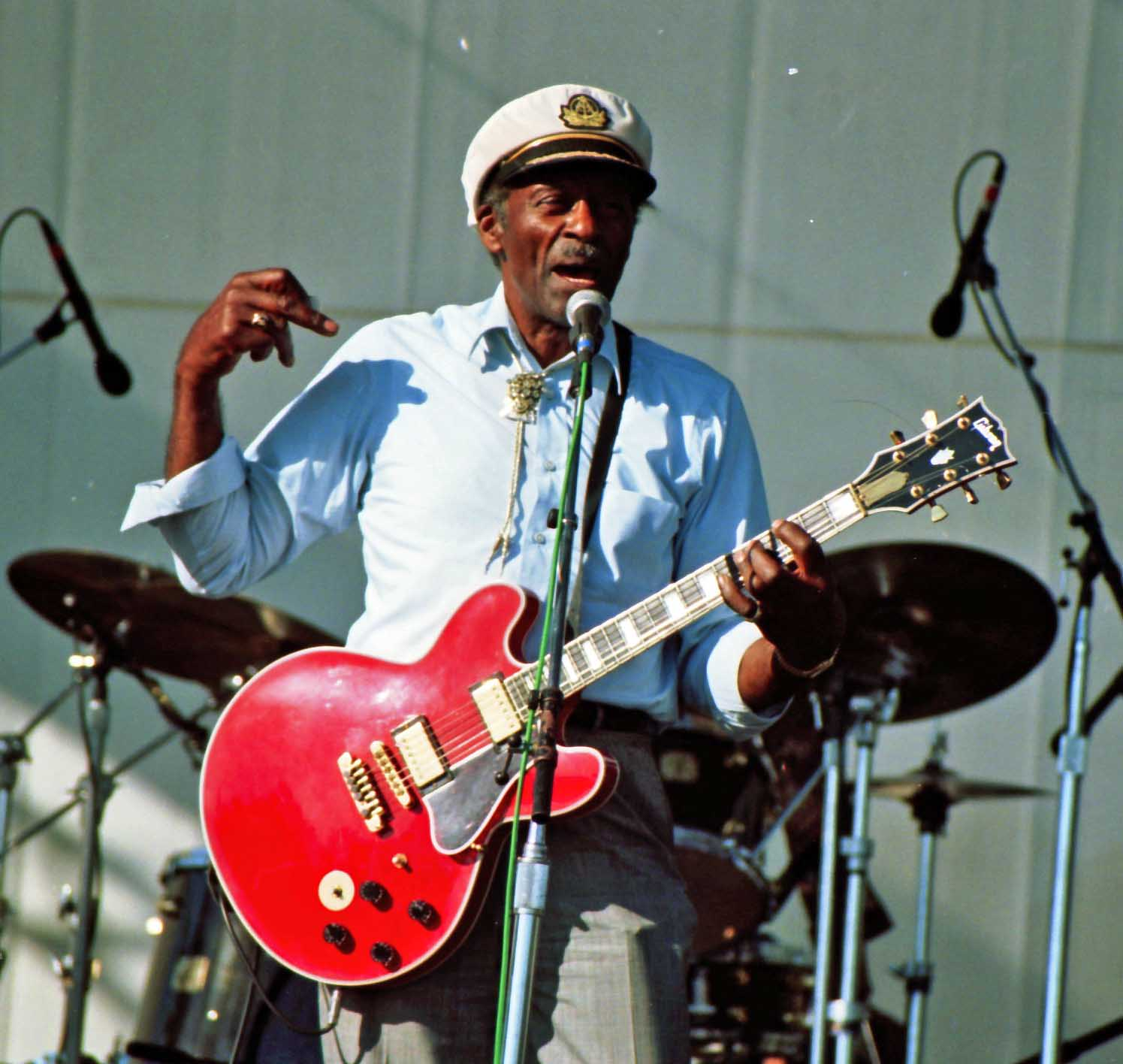
Chuck Berry, 1997

Chuck Berry był twórcą legendarnego „kaczego chodu” (Duck Walk) z gitarą. Twierdził, że stworzenie go w 1956 r. miało pierwotnie na celu ukrycie wygniecionego garnituru ze sztucznego jedwabiu. W jednym z wywiadów zapytany przez Johnny’ego Carsona na temat pochodzenia „kaczego chodu” odpowiedział, że w dzieciństwie lubił grać w tenisa stołowego i piłkę trzymał pod stołem dlatego wygodniej było mu wchodzić pod stół w ten właśnie sposób, co bardzo spodobało się jego mamie.
Zmarł 18 marca 2017 w swoim domu w St. Charles, w stanie Missouri. Miał 90 lat.

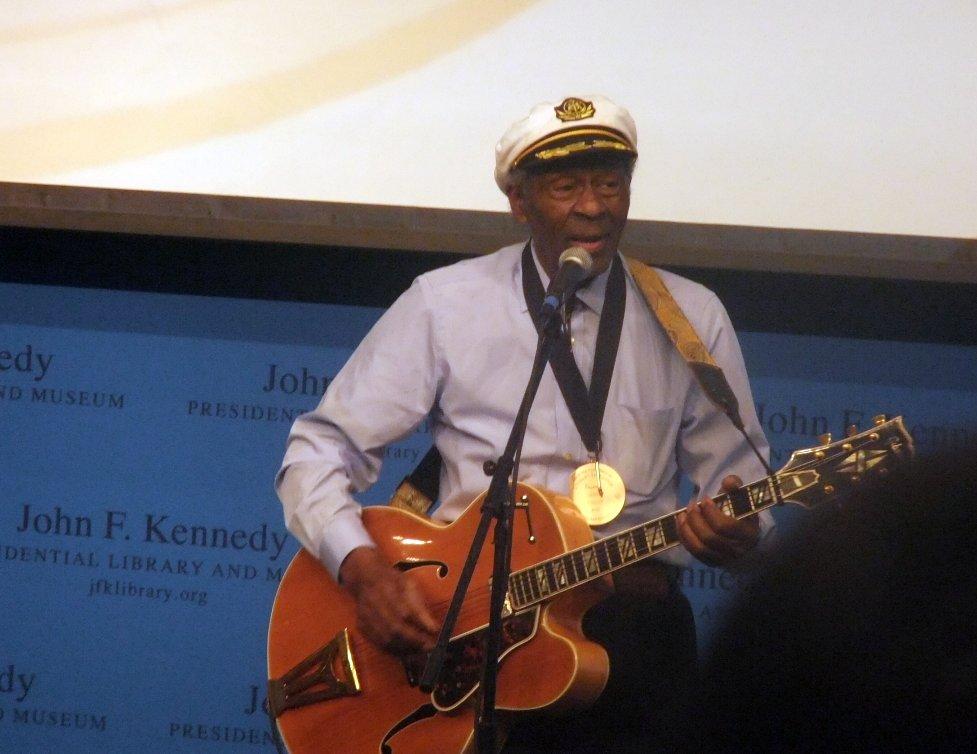
Chuck Berry, 2012

## Dyskografia

### Albumy studyjne
- Rock Rock Rock (1957)
- One Dozen Berry’s (1958)
- After School Session (1958)
- Berry Is on Top (1959)
- Rockin’ at the Hops (1960)
- New Juke-Box Hits (1961)
- Chuck Berry Twist (1962)
- Chuck Berry’s Greatest Hits (1964)
- Two Great Guitars (wraz z Bo Diddleyem) (1964)
- Fresh Berry’s (1965)
- From St. Louie to Frisco (1968)
- Back Home (1970)
- San Francisco Dues (1971)
- The London Chuck Berry Sessions (1972)
- St. Louie to Frisco to Memphis (1972)
- Johnny B. Goode (1972)
- Bio (1973)
- Sweet Little Rock and Roller (1973)
- Wild Berrys (1974)
- Flashback (1974)
- Chuck and His Friends (1974)
- Chuck Berry (1975)
- Rock It (1979)
- Alive and Rockin’  (1981)
- Toronto Rock ‘N’ Roll Revival 1969 Vol. II (1982)
- Toronto Rock ‘N’ Roll Revival 1969 Vol. III (1982)
- „Retro Rock” – Chuck Berry – Broadcast Week (1982)
- „Retro Rock” – Chuck Berry – Broadcast Week (1982)
- Chuck Berry (1982)
- Chuck (2017)